# Província de Kocaeli
La província de Kocaeli és una divisió administrativa de Turquia situada entre la mar Negra i la mar de Màrmara, a l'est d'Istanbul, a l'antiga Bitínia. La capital és İzmit (abans Izmid), que de vegades s'anomena també Kocaeli, i està situada al fons del golf d'Izmit (Izmit Körfezi), és un gran port natural; la marina turca hi té una base (ara a Gölçük) des del segle xvi (i un arsenal fins al 1918) i hi ha drassanes des de fa segles. La ciutat principal és Gebze.

## Geografia
Kocaeli és el nom d'una regió de Turquia entre la mar Negra i la mar de Màrmara, que ocupa part de l'antiga Bitínia, i que des de 1923 formà la província de Kocaeli, dividida en 1954. La regió incloïa les modernes províncies de Kocaeli I Sakarya.
La població de la província el 1970 era de 385.408 habitants i el 2007 d'1.437.926. la superfície és de 3.626 km². El 1954 fou segregada la part oriental (amb la qual forma la regió natural de Kocaeli) per formar la província de Sakarya amb capital a Adapazarı. En aquell moment va quedar amb cinc districtes: Izmit Merkez, Gebze, Kandıra, Gïluk (fins a 1936 anomenada Değirmendere) i Karamürsel.

## Història
Fou un sandjak otomà dels primers que es van crear (per Orjan entre 1327 i 1338) i li va donar el nom d'un dels ghazis otomans Akča Kodja Ghazi (Kodja-eli vol dir "Terra de Kodja"), el primer que va fer ràtzies a la regió junt amb Kara Múrsel i Konur Alp, i que fou enterrat a Baba Tepe prop de Kandıra, el 1327. Els romans d'Orient la van recuperar després de 1402 però el 1419 Timurtashoghlu Umur Beg la va reconquerir definitivament. Al segle xv era part de l'eyalat del kapudan paixà i el seu governant (sandjakbegi) era oficial de la flota. El 1867 amb la reorganització provincial, el sandjak fou agregat al vilayat de Khudawendigar, i el 1888 va esdevenir el sandjak d'Izmid, separat i amb cinc kada: Adapazari, Kandıra, Geyve, Karamürsel i Izmit Merkez. Aquest sandjak tenia vers 1890 uns 223.000 habitants (129.000 turcs, 49.000 armenis, 41.000 grecs, 2500 jueus). El 1923 va esdevenir província, quedant reduïda a la seva superfície actual el 1954.

## Ciutats i població
| Rang | Ciutat       | Cens del 1990 | Cens del 2000 | Cens del 2007 | Estimació 2008 |
| 1    | Gebze        | 159.116       | 253.487       | 310.815       | 319.738        |
| 2    | İzmit        | 190.741       | 195.699       | 248.424       | 255.956        |
| 3    | Derince      | 66.141        | 93.997        | 113.991       | 116.806        |
| 4    | Darıca       | 53.559        | 85.818        | 109.580       | 112.975        |
| 5    | Körfez       | 63.194        | 81.938        | 97.535        | 99.859         |
| 6    | Gölcük       | 65.600        | 55.790        | 71.538        | 73.788         |
| 7    | Çayırova     | 7.800         | 24.825        | 36.741        | 38.709         |
| 8    | Karamürsel   | 24.462        | 29.353        | 36.466        | 37.172         |
| 9    | Dilovası     | 18.590        | 28.890        | 35.856        | 36.851         |
| 10   | Değirmendere | 19.530        | 22.086        | 29.906        | 31.023         |
| 11   | Alikahya     | 4.074         | 16.300        | 23.192        | 24.182         |
| 12   | Hereke       | 13.872        | 14.553        | 18.877        | 19.495         |
| 13   | Yuvacık      | 7.338         | 12.101        | 18.491        | 19.404         |
| 14   | Köseköy      | 9.200         | 15.639        | 17.492        | 17.757         |
| 15   | Kandıra      | 10.427        | 12.641        | 15.473        | 15.770         |
| 16   | Uzunçiftlik  | 7.261         | 13.302        | 14.893        | 15.342         |
| 17   | Kullar       | 8.820         | 17.105        | 13.730        | 13.248         |
| 18   | İhsaniye     | 9.186         | 15.000        | 12.839        | 13.054         |
| 19   | Bahçecik     | 8.648         | 9.563         | 12.232        | 12.613         |
| 20   | Kuruçeşme    | 7.743         | 9.490         | 11.785        | 12.113         |
| 21   | Arslanbey    | 3.439         | 4.421         | 10.573        | 11.452         |

## Districtes
La província està dividida en 12 districtes (abans 8) que són els següents:
- Derince
- Gebze
- Gölcük
- İzmit (centre-capital de la províncial)
- Kandıra
- Karamürsel
- Körfe
- Kartepe
- Başiskele
- Çayırova
- Dilovası
- Darıca